# Museum Fernand Léger
Das Museum Fernand Léger (französisch: Musée national Fernand Léger) ist ein nationales Kunstmuseum in Biot im französischen  Département Alpes-Maritimes, das dem Künstler Fernand Léger gewidmet ist. Es besitzt die größte Sammlung seiner Werke. 

## Geschichte
Nach dem Zweiten Weltkrieg hielt sich Fernand Léger wiederholt in Biot auf. 1955, wenige Monate vor seinem Tod, erwarb er ein Grundstück mit der Bezeichnung „Mas Saint-André“ am Ortsrand von Biot mit der Absicht, dort größere Skulpturen auszustellen. Nach seinem Tod beschlossen seine Witwe, Nadia Léger, sowie ein Freund der Familie, Georges Bauquier, auf dem Grundstück ihm zu Ehren ein Kunstmuseum zu errichten, um den künstlerischen Nachlass der Öffentlichkeit zugänglich zu machen.
Architekt war Andreï Svetchine. Die Bauarbeiten begannen 1957, die Einweihung erfolgte im Mai 1960. Das große Mosaik an der Südfassade beruht auf einem Entwurf, den Léger für eine Radrennbahn der Stadt Hannover erstellt hat, der aber nicht realisiert wurde. Die Leitung des Museums übernahm Georges Bauquier, der sich 1994 im Alter von 83 Jahren beruflich zur Ruhe setzte. 
1969 schenkten die Gründer das Museum zusammen mit über 300 Werken dem französischen Staat. Das Museum erhielt daraufhin die Bezeichnung „Nationalmuseum“. 1987 bis 1990 wurde das Museumsgebäude erweitert, wodurch sich die Ausstellungsfläche verdoppelte. Die West- und die Ostfassade erhielten ebenfalls große Mosaiken, die auf Entwürfe von Léger zurückgingen. Seit 1994 wurde die Sammlung durch mehrere Ankäufe erweitert. Von 2004 bis 2008 wurde das Gebäude innen und außen umfangreich renoviert. Die Zahl der jährlichen Besucher beträgt rund 30.000. Sehenswert ist auch der mediterrane Garten um das Gebäude.

## Sammlung
Das Museum verfügt über die weltweit größte Sammlung an Werken von Léger. Dazu zählen Gemälde, Zeichnungen, Keramiken, Bildhauerarbeiten, Glasfenster und Wandteppiche. Sie stammen aus allen Phasen seiner Schaffenszeit und geben einen guten Überblick über seine künstlerische Entwicklung vom Impressionismus zum Kubismus bis hin zum Vorläufer der Pop Art. Das Museum hat einen ständigen und einen wechselnden Ausstellungsteil. Neben schwerpunktbezogenen Sonderausstellungen aus dem Werk von Léger werden vorübergehend auch Werke anderer Künstler gezeigt.   